# بهت فکر می‌کنم (ترانه دوآ لیپا)
«بهت فکر می‌کنم» (انگلیسی: Thinking 'Bout You) ترانه‌ای از خوانندهٔ انگلیسی آلبانیایی دوآ لیپا است برای نخستین آلبوم او به نام دوآ لیپا (۲۰۱۷) است. لیپا این ترانه را به همراه آدام آرگایل نوشت و تهیه‌کنندگی آن را استیون «کاز» کازمنیوک بر عهده داشت. نسخهٔ دمو این ترانه نخستین بار در ژوئیه ۲۰۱۵ منتشر شد و سپس در ۶ ژانویه ۲۰۱۷ از طریق شرکت دوآ لیپا لیمیتد به عنوان دومین تک‌آهنگ تبلیغاتی از آلبوم دوآ لیپا برای دانلود دیجیتال و استریم منتشر گردید. این قطعه یک بالاد آرام در سبک‌های آراندبی آکوستیک و سول رترو است که بر پایهٔ گیتار آکوستیک ساخته شده است. در متن ترانه، لیپا تلاش می‌کند یک رابطهٔ عاشقانهٔ گذشته را فراموش کند و به استفاده از مواد مخدر، الکل و کار به عنوان ابزارهای تسکین احساسی خود اعتراف می‌کند.

## جدول‌های موسیقی
| جدول (۲۰۱۷)               | بالاترین جایگاه |
| ------------------------- | --------------- |
| بلژیک (اولتراتیپ فلاندرز) | ۶               |
| بلژیک (اولتراتیپ والونی)  | ۳۶              |

## گواهی‌نامه‌ها
| منطقه                                   | گواهی | واحد گواهی‌شده/فروش |
| --------------------------------------- | ----- | ------------------ |
| کانادا (میوزیک کانادا)                  | Gold  | ۴۰٬۰۰۰             |
| لهستان (زدپی‌ای‌وی)                       | Gold  | ۲۵٬۰۰۰             |
| رقم فروش+پخش جاری تنها بر پایهٔ گواهی‌ها. |       |                    |

## تاریخچه انتشار
| منطقه | تاریخ          | فرمت(ها)              | ورژن       | ناشر            | منابع |
| ----- | -------------- | --------------------- | ---------- | --------------- | ----- |
| مختلف | ۶ ژانویه ۲۰۱۷  | دانلود دیجیتال استریم | اورجینال   | دوآ لیپا لیمیتد | [ ۵ ] |
| مختلف | ۲۰ ژانویه ۲۰۱۷ | دانلود دیجیتال استریم | دکو ریمیکس | دوآ لیپا لیمیتد | [ ۶ ] |